# Banisia owadai
Banisia owadai är en fjärilsart som beskrevs av Inoue 1976. Banisia owadai ingår i släktet Banisia och familjen Thyrididae. Inga underarter finns listade i Catalogue of Life.